# Echo Park
Echo Park es el tercer álbum de la banda de rock alternativo Feeder. Fue lanzado el 23 de abril de 2001 por Echo Label. Fue el último disco de la banda con su formación original, antes del suicidio de su batería Jon Lee.

## Lista de canciones

### Versión original
| N.º | Título                  | Duración |  |
| 1.  | «Standing on the Edge»  | 3:13     |  |
| 2.  | «Buck Rogers»           | 3:13     |  |
| 3.  | «Piece By Piece»        | 3:49     |  |
| 4.  | «Seven Days in the Sun» | 3:39     |  |
| 5.  | «We Can't Rewind»       | 3:52     |  |
| 6.  | «Turn»                  | 4:30     |  |
| 7.  | «Choke»                 | 3:20     |  |
| 8.  | «Oxygen»                | 4:20     |  |
| 9.  | «Tell All Your Friends» | 2:55     |  |
| 10. | «Under the Weather»     | 3:33     |  |
| 11. | «Satellite News»        | 5:25     |  |
| 12. | «Bug»                   | 3:44     |  |

### Versión australiana
| N.º | Título                  | Duración |  |
| 1.  | «Standing on the Edge»  | 3:13     |  |
| 2.  | «Buck Rogers»           | 3:13     |  |
| 3.  | «Piece By Piece»        | 3:49     |  |
| 4.  | «Seven Days in the Sun» | 3:39     |  |
| 5.  | «We Can't Rewind»       | 3:52     |  |
| 6.  | «Turn»                  | 4:30     |  |
| 7.  | «Choke»                 | 3:20     |  |
| 8.  | «Oxygen»                | 4:20     |  |
| 9.  | «Tell All Your Friends» | 2:55     |  |
| 10. | «Under the Weather»     | 3:33     |  |
| 11. | «Bug»                   | 3:44     |  |
| 12. | «High»                  | 4:33     |  |
| 13. | «Descend»               | 5:20     |  |

### Versión europea
| N.º | Título                  | Duración |  |
| 1.  | «Standing on the Edge»  | 3:13     |  |
| 2.  | «Buck Rogers»           | 3:13     |  |
| 3.  | «Piece By Piece»        | 3:49     |  |
| 4.  | «Seven Days in the Sun» | 3:39     |  |
| 5.  | «We Can't Rewind»       | 3:52     |  |
| 6.  | «Turn»                  | 4:30     |  |
| 7.  | «Choke»                 | 3:20     |  |
| 8.  | «Oxygen»                | 4:20     |  |
| 9.  | «Tell All Your Friends» | 2:55     |  |
| 10. | «Under the Weather»     | 3:33     |  |
| 11. | «Bug»                   | 3:44     |  |

### Versión Corea/Japón/Honk Kong
| N.º | Título                  | Duración |  |
| 1.  | «Standing on the Edge»  | 3:13     |  |
| 2.  | «Buck Rogers»           | 3:13     |  |
| 3.  | «Piece By Piece»        | 3:49     |  |
| 4.  | «Seven Days in the Sun» | 3:39     |  |
| 5.  | «We Can't Rewind»       | 3:52     |  |
| 6.  | «Turn»                  | 4:30     |  |
| 7.  | «Choke»                 | 3:20     |  |
| 8.  | «Oxygen»                | 4:20     |  |
| 9.  | «Tell All Your Friends» | 2:55     |  |
| 10. | «Under the Weather»     | 3:33     |  |
| 11. | «Bug»                   | 3:44     |  |
| 12. | «Just a Day»            | 4:04     |  |
| 13. | «Purple»                | 4:05     |  |
| 14. | «Heads»                 | 3:05     |  |
| 15. | «21st Century Meltdown» | 3:05     |  |